# حکیمپور
حکیمپور (به لاتین: Hakimpur) یک منطقهٔ مسکونی در بنگلادش است که در ناحیه دیناج‌پور واقع شده‌است. حکیمپور ۹۹٫۹۲ کیلومتر مربع مساحت و ۶۶٬۸۷۵ نفر جمعیت دارد.